# Лососинский (родник)
Лососи́нский — родник в Прионежском районе Республики Карелия, гидрологический памятник природы регионального значения, источник высококачественной питьевой воды.
Располагается в зелёной зоне Петрозаводска среди пахотных земель, в нижней части пологого склона речной долины, в 100 м от русла реки Лососинка.
Родник, восходящий с дебитом 2,0 л/с.
Вода источника пресная, гидрокарбонатного магниево-кальциевого состава с величиной минерализации до 300 мг/л. Содержит повышенные концентрации железа — 7,0 мг/л.
Охранная зона 250 м вверх по склону долины и по 100 м в других направлениях.
Государственный региональный гидрологический памятник природы родник «Лососинский» учреждён Постановлением Совета Министров Карельской АССР № 276 от 20 июля 1984 года.